# Blue Mermaid
Die Blue Mermaid (japanisch ブルーマーメイド) ist ein 2014 in Dienst gestelltes Fährschiff der japanischen Reederei Tsugaru Kaikyo Ferry. Sie steht auf der Strecke von Hakodate nach Aomori im Einsatz.

## Geschichte
Die Blue Mermaid entstand in der Werft von Naikai Zosen Setoda Works in Onomichi und lief am 5. Dezember 2013 vom Stapel. Nach der Ablieferung an Tsugaru Kaikyo Ferry am 4. April 2014 nahm sie am 16. April den Fährdienst von Hakodate nach Aomori (auch als Seikan-Route bezeichnet) auf. Das Schiff war die erste von vier Einheiten, die bis 2020 für die Reederei in Dienst gestellt wurden. Ihre Schwesterschiffe sind die Blue Dolphin (2016), die Blue Happiness (2017) und die Blue Luminous (2020).
Für eine Überfahrt benötigt die Blue Mermaid etwa drei Stunden und vierzig Minuten. Ab Oktober 2023 soll das Schiff nach neun Jahren Dienstzeit auf der Hakodate-Aomori-Strecke voraussichtlich seine Route ändern und zukünftig von Muroran aus den Hafen von Aomori anlaufen.
Die Passagiere der Blue Mermaid reisen entweder in Suiten, sogenannten Komfortkabinen oder in Mehrbettzimmern für bis zu 24 Personen. Zudem verfügt das Schiff ein Deck unterhalb der Kommandobrücke über 46 Liegesitze mit Aussichtsfenstern in Fahrtrichtung. Hunde können in speziellen „Private Dog Rooms“ untergebracht werden. Zu den Einrichtungen an Bord zählen neben Speisemöglichkeiten ein Bordgeschäft, ein Kinderzimmer sowie ein Bereich mit Spieleautomaten. Das Schiff verfügt zudem über Duschräume. Die Räumlichkeiten für Passagiere sind allesamt barrierefrei.